# Wellesbourne Hastings and Walton
Wellesbourne Hastings and Walton var en civil parish 1866–1952 när det uppgick i Wellesbourne i grevskapet Warwickshire i England. Civil parish var belägen 9 km från Stratford-upon-Avon och hade 976 invånare år 1951.